# فیلمور (نیویورک)
فیلمور (به انگلیسی: Fillmore) یک منطقهٔ مسکونی در ایالات متحده آمریکا است که در شهرستان الیگنی، نیویورک واقع شده‌است. فیلمور ۲٫۱ کیلومتر مربع مساحت و ۶۰۳ نفر جمعیت دارد و ۳۶۵٫۷۶ متر بالاتر از سطح دریا واقع شده‌است.